# Малькорра, Виктор
Виктор Игнасио Малькорра (исп. Víctor Ignacio Malcorra; родился 24 июля 1987 года, Рио-Колорадо, Аргентина) — аргентинский футболист, полузащитник клуба «Росарио Сентраль».

## Клубная карьера
Малькорра — воспитанник клуба КАИ. 31 августа 2008 года в матче против «Дефенса и Хустисия» он дебютировал в аргентинской Примере B. 29 марта 2009 года в поединке против «Институто» Виктор забил свой первый гол за клуб. Летом 2011 года Малькорра перешёл в «Альдосиви». 6 августа в матче против «Атланты» он дебютировал за новую команду. 20 августа в поединке против «Институто» Виктор забил свой первый гол за «Альдосиви».
Летом 2014 года Малькорра на правах свободного агента подписал контракт с «Унионом» из Санта-Фе. 10 августа в матче против «Спортиво Бельграно» он дебютировал за новую команду. В этом же поединке Виктор забил свой первый гол за «Унион». По итогам сезона он помог клубу выйти в элиту. 15 февраля 2015 года в матче против «Уракана» Малькорра дебютировал в аргентинской Примере.
Летом 2016 года Виктор подписал контракт с мексиканской «Тихуаной». 16 июля в матче против «Монаркас Морелия» он дебютировал в мексиканской Примере. 14 января 2017 года в поединке против «Пуэблы» Малькорра забил свой первый гол за «Тихуану».